# Generazione '82
Generazione '82 è un E.P. 7" bootleg uscito nel 1992.
La side A sono original demo tapes del 1982.
La side B sono live del 1983-1986.

## Tracce
1. Skins E Punks - 1'33" - (Demo 1982)
2. Fotti I Poseurs - 1'08" - (Demo 1982)
3. Nichilistaggio - 2'31" - (Demo 1982)
4. Generazione '82 - 2'34" - (Live Soundcheck Bassano 26-01-1985)
5. Legioni A Orologeria - 2'09" - (Live Cesena 24-09-1983)
6. Zombie Rock - 2'21" - (Live Novella Ritz 19-12-1986)